# Dala-Koll
Dala-Kollur Veðrar-Grímsson (872 - 919), también Kollur Grímsson pero más conocido por su apodo Dala-Koll que recibió tras fundar su asentamiento en Laxardal, fue un hersir y vikingo de origen noruego y según Landnámabók, uno de los veinte hombres libres que acompañaron a Aud la Sabia, a quien ella tenía mayor respeto, en su viaje a Islandia buscando un asentamiento para fundar su nueva hacienda. La saga de Laxdœla y Sturlubók mencionan que era hijo de un hersir llamado Veðrar-Grím. Murió de una enfermedad cuando sus hijos todavía eran adolescentes. Aparece mencionado brevemente en la saga de Njál.

## Herencia
Casó con Þorgerður Þorsteinsdóttir, una hija de Thorstein el Rojo y tuvieron tres hijos: 
- Hoskuld Dala-Kollsson, que llegó a ser un influyente goði durante la Mancomunidad Islandesa;
- Groa Dala-Kollsdatter
- Thorkatla Dala-Kollsdatter.